# Mohammed Al-Owais
Mohammed bin Khalil bin Ibrahim Al-Owais (arabski:محمد بن خليل بن إبراهيم العويس; ur. 10 października 1991 roku w Al-Hufuf) – saudyjski piłkarz występujący na pozycji bramkarza w klubie Al-Hilal oraz w reprezentacji narodowej.

## Kariera klubowa
W latach 2012–2017 grał w drużynie Al-Shabab. Od 17 lipca 2017 był zawodnikiem Al-Ahli.
30 stycznia 2022 roku dołączył do saudyjskiej drużyny – Al-Hilal.

## Kariera w reprezentacji
Po raz pierwszy został powołany do seniorskiej kadry Arabii Saudyjskiej na mecz eliminacyjny Mistrzostw Świata FIFA 2018 przeciwko Timorowi Wschodniemu we wrześniu 2015 r. Zadebiutował przeciwko Japonii w eliminacjach Mistrzostw Świata FIFA 2018 w dniu 15 listopada 2016 r.
W maju 2018 otrzymał powołanie do składu na Mistrzostwa Świata FIFA 2018 w Rosji. Zagrał w przegranym 1–0 meczu z Urugwajem.
22 listopada 2022 roku, podczas Mistrzostw Świata FIFA 2022, Al-Owais został zawodnikiem meczu za swój występ jako bramkarz, który przyczynił się do zwycięstwa Arabii Saudyjskiej 2:1 przeciwko Argentynie.

## Statystyki

### Reprezentacja
| Arabia Saudyjska | Arabia Saudyjska | Arabia Saudyjska |
| Rok              | Występy          | Gole             |
| ---------------- | ---------------- | ---------------- |
| 2015             | 2                | 0                |
| 2016             | 1                | 0                |
| 2017             | 2                | 0                |
| 2018             | 9                | 0                |
| 2019             | 7                | 0                |
| 2021             | 9                | 0                |
| 2022             | 13               | 0                |
| Total            | 43               | 0                |